# Clwyd
Clwyd (pronunciado [ˈklʊɨd]) es un condado preservado en Gales del norte. Tiene fronteras al sur con Powys y al oeste con Gwynedd, y también al este con los condados ingleses de Shropshire y Cheshire. Su capital es Mold. En 2007, Clwyd tenía una población de 491.100 habitantes. Lleva el nombre del río Clwyd y las Colinas Clwydianas.
Clwyd fue creado en 1974 con la unión de los antiguos condados de Flintshire y la mayor parte de Denbighshire. El Distrito Rural de Edeyrnion, una región del condado histórico de Merionethshire, fue otorgado a Clwyd. 
El 1 de abril de 1996 Clwyd fue dividido en cuatro autoridades unitarias: Wrexham County Borough, Flintshire, Denbighshire y Conwy County Borough (que tomó tierras del condado vecino de Gwynedd).
El escudo del condado fue creado el 3 de diciembre de 1974. Tiene ondas verdes, las cuales representan las Colinas Clwydianas, ubicadas entre Flintshire y Denbighshire, y un león negro, típico de Denbighshire. Sobre el escudo hay un dragón rojo, el animal nacional de Gales.